# Paramegalonychus
Paramegalonychus is een geslacht van kevers uit de familie van de loopkevers (Carabidae). De wetenschappelijke naam van het geslacht is voor het eerst geldig gepubliceerd in 1953 door Basilewsky.

## Soorten
Het geslacht Paramegalonychus omvat de volgende soorten:
- Paramegalonychus bitalensis Basilewsky, 1975
- Paramegalonychus brunneipennis (Burgeon, 1935)
- Paramegalonychus brunneoniger (Kolbe, 1889)
- Paramegalonychus lamottei (Basilewsky, 1951)
- Paramegalonychus mgetae Basilewsky, 1962
- Paramegalonychus montanus (Basilewsky, 1956)
- Paramegalonychus mulanjensis Basilewsky, 1988
- Paramegalonychus nyakageranus Basilewsky, 1975
- Paramegalonychus orophilus Basilewsky, 1962
- Paramegalonychus paludicola Basilewsky, 1975
- Paramegalonychus tshibindensis (Burgeon, 1933)